# 大レイキャヴィーク

大レイキャヴィーク
Höfuðborgarsvæðið

大レイキャヴィークの各都市

大レイキャヴィーク（アイスランド語：Höfuðborgarsvæðið（首都圏の意）又は Stór-Reykjavíkursvæðið（大レイキャヴィーク地方））は、アイスランド8地方の1つで、アイスランド南西部に位置する首都レイキャヴィークとその周辺7都市を含んだ地域である。
面積は1,052km2で、これは全国土の1%ほどに過ぎない。しかし人口は195,300人（2007年12月現在）であり、実に全人口の60%以上がこの首都圏に集中している。

## 各都市
- ガルザバイル (Garðabær)：9,877人
- コーパヴォグル (Kópavogur)：28,291人
- セルチャルトナルネース (Seltjarnarnes)：4,466
- ハフナルフィヨルズゥル (Hafnarfjörður)：24,712人
- モスフェットルスバイル (Mosfellsbær)：7,808
- レイキャヴィーク (Reykjavík)：117,700人
- アゥルタネース（Álftanes）：2,325人